# Sergio Álvarez Camiña
Sergio Álvarez Camiña es un funcionario español, director general de Seguros y Fondos de Pensiones entre 2017 y 2024.
Previamente ostentó el cargo de director general del Consorcio de Compensación de Seguros entre 2011 y 2017.

## Biografía
Licenciado en Ciencias Económicas y Empresariales por la Universidad Complutense de Madrid. Es funcionario perteneciente a los Cuerpos Superiores de Inspectores de Seguros del Estado y de Inspectores de Hacienda del Estado, y al Cuerpo Técnico de Auditoría y Contabilidad
Álvarez Camiña cuenta con el certificado profesional de Chartered Financial Analyst (CFA) y es miembro del CFA Institute, así como del Instituto Español de Analistas Financieros. Además, es auditor de cuentas inscrito en el Registro Oficial de Auditores de Cuentas.
En la Subdirección General de Inspección de la Dirección General de Seguros y Fondos de Pensiones desempeñó diversos puestos de supervisión de entidades aseguradoras y fondos de pensiones. En 2001 fue nombrado subdirector general de Seguros y Política Legislativa de la Dirección General de Seguros y Fondos de Pensiones.
Desde 2011 y hasta 2017 fue el director general del Consorcio de Compensación de Seguros.
Fue presidente del Consorcio de Compensación de Seguros y miembro del Consejo de Supervisores de la Autoridad Europea de Seguros y Pensiones de Jubilación (EIOPA). También es miembro de la Autoridad Macroprudencial Consejo de Estabilidad Financiera (AMCESFI). 
Ha sido vocal de diversos órganos consultivos; entre ellos, de la Junta Consultiva de Seguros y Fondos de Pensiones, del Comité de Seguros y Pensiones de Jubilación de la Comisión Europea, de la Comisión de Riesgos por Cuenta del Estado del Ministerio de Economía, y del High Level Advisory Board on Financial Management of Large-scale Catastrophes de la OCDE (2011-2016).
En representación del Consorcio de Compensación de Seguros, ha sido miembro del Consejo de Administración de Agroseguro, S.A. y del Grupo Compañía Española de Crédito y Caución, S.L.